# المعالجة بالسعادة (فلم)
المعالجة بالسعادة(بالإنجليزية: Silver Linings Playbook) هو فيلم كوميدي ورومانسية ودراما أمريكي صدر سنة 2012 من إخراج ديفيد أو. راسل والذي كتب السيناريو أيضاً، الفيلم مقتبس عن الرواية التي تحمل نفس الاسم للكاتب ماثيو كويك. من بطولة برادلي كوبر، جينفير لورنس، روبرت دي نيرو، كريس تاكر، وجوليا ستايلس.
عرض الفيلم في الولايات المتحدة الأمريكية في 16 نوفمبر 2012 وحضي بردود أفعال إجابية جداً من النقاد ورشح لعدة جوائز. ربح الفيلم جائزة أوسكار لجينفير لورنس كأفضل ممثلة في دور رئيسي من أصل ثمان ترشيحات من ضمنها أفضل فيلم وأفضل مخرج لديفيد أو. راسل، كما ترشح لأربعة جوائز غولدن غلوب حيث ربحت جينفير لورنس جائزة أفضل ممثلة في فيلم كوميدي أو درامي، وربح ديفيد أو. راسل جائزة BAFTA «لأفضل سيناريو مقتبس» من أصل ثلاث ترشحيات للفيلم.

## القصة
تدور أحداث الفيلم حول بات سولتانو، رجل مصاب باضطراب ثنائي القطب والذي خرج للتو من مستشفى للأمراض النفسية بعد قضائه 8 أشهر، وينتقل للسكن مع والديه. مصمماً على استعادة زوجته التي تركته قبل دخوله المستشفى، يقابل بات الأرملة حديثاً تيفاني ماكسويل، التي تخبره بأنها سوف تساعده على استعادة زوجته إذا شارك في مسابقة الرقص معها. يصبح الإثنين أقرب إلى بعضهما خلال التمرينات، بات ووالده وتيفاتي يستكشفون علاقاتهم مع بعضهم البعض في حين يحاول كل منهم التغلب على مشاكله.

## الممثلون والشخصيات
- برادلي كوبر بدور بات باتريسيو «بات» سولتانو الابن
- جينفير لورنس بدور تيفاني ماكسويل
- روبرت دي نيرو بدور بات باتريسيو «بات» سولتانو
- جاكي ويفر بدور دولوريس سولتانو
- كريس تاكر بدور داني مكدانييلز
- جوليا ستايلس بدور فيرونيكا ماكسويل

## الأستقبال النقدي
حصل الفيلم على إشادة عالمية من النقاد، حيث حصل على نسبة 92% في موقع الطماطم الفاسدة بناءً على 229 مراجعة." على موقع ميتاكريتيك حصل الفيلم على متوسط تقييم 81% بنائاً على 45 ناقد، مشيراً إلى "إشادة عالمية".
الناقد روجر إيبرت من صحيفة شيكاغو سن-تايمز أشاد بالفيلم واعطاه 3.5 نجوم من أصل 4، قائلاً بأن الفيلم كان «جيد جداً، حيث كان تقريباً كلاسيكية قديمة مذهلة» واصفاً سيناريو راسل بـ «المذهل» بسبب الطريقة التي جعلت اهتمام كلاً من الوالد وابنه يرتكز على الرهان النهائي.

### الجوائز والترشيحات
ترشح الفيلم للعشرات من الجوائز من أبرزها:
- أفضل فيلم
- أفضل ممثل لـ برادلي كوبر
- أفضل ممثلة لـ جينفير لورنس (فازت بها)
- أفضل ممثل مساعد لـ روبرت دي نيرو
- أفضل ممثلة مساعدة لـ جاكي ويفر
- أفضل مخرج لـ ديفيد أو. راسيل
- أفضل نص سينمائي مقتبس لـ ديفيد أو. راسل
- أفضل مونتاج

جوائز الغولدن غلوب
- أفضل فيلم - موسيقي أو كوميدي
- أفضل ممثل - فيلم موسيقي أو كوميدي لـ برادلي كوبر
- أفضل ممثلة - فيلم موسيقي أو كوميدي لـ جينفير لورنس (فازت بها)
- أفضل سيناريو لـ ديفيد أو. راسيل

## جوائز بافتا
- أفضل ممثل لـ برادلي كوبر
- أفضل ممثلة لـ جينفير لورنس
- أفضل سيناريو لـ ديفيد أو. راسيل (فاز بها)

جوائز الروح المستقلة
- أفضل فيلم لـ ديفيد أو. راسل (فاز بها)
- أفضل مخرج لـ ديفيد أو. راسل (فاز بها)
- أفضل ممثل لـ برادلي كوبر
- أفضل ممثلة لـ جينفير لورنس (فازت بها)
- أفضل سيناريو لـ ديفيد أو. راسل (فاز بها)

جائزة ستالايت
- أفضل فيلم (فاز بها)
- أفضل ممثل - فيلم سينمائي لـ برادلي كوبر (فاز بها)
- أفضل ممثلة - فيلم سينمائي لـ جينفير لورنس (فازت بها)
- أفضل ممثل مساعد - فيلم سينمائي لـ روبرت دي نيرو
- أفضل مخرج لـ ديفيد أو. راسل (فاز بها)
- أفضل سيناريو لـ ديفيد أو. راسل
- أفضل مونتاج (فاز بها)

## وصلات خارجية
- الموقع الرسمي
- مقالات تستعمل روابط فنية بلا صلة مع ويكي بيانات